# Ungheria ai Giochi della XXIX Olimpiade
L'Ungheria ha partecipato ai Giochi della XXIX Olimpiade di Pechino, svoltisi dall'8 al 24 agosto 2008, con una delegazione di 171 atleti.

## Medaglie
| Medaglia | Atleta                                                    | Sport              | Evento                      |
| -------- | --------------------------------------------------------- | ------------------ | --------------------------- |
| Oro      | Attila Vajda                                              | Canoa/kayak        | C1 1000 m maschile          |
| Oro      | Natasa Janics Katalin Kovács                              | Canoa/kayak        | K2 500 m femminile          |
| Oro      | Ungheria                                                  | Pallanuoto         | Torneo maschile             |
| Argento  | László Cseh                                               | Nuoto              | 400 m misti maschili        |
| Argento  | László Cseh                                               | Nuoto              | 200 m farfalla maschili     |
| Argento  | László Cseh                                               | Nuoto              | 200 m misti maschili        |
| Argento  | Zoltán Fodor                                              | Lotta greco-romana | 84 kg maschile              |
| Argento  | Natasa Janics Katalin Kovács Danuta Kozák Gabriella Szabó | Canoa/kayak        | K4 500 m femminile          |
| Bronzo   | Ildikó Mincza-Nébald                                      | Scherma            | Spada individuale femminile |
| Bronzo   | Tamás Kiss György Kozmann                                 | Canoa/kayak        | C2 1000 m maschile          |

### Medaglie per disciplina
| Sport       | Oro | Argento | Bronzo | Totale |
| ----------- | --- | ------- | ------ | ------ |
| Canoa/kayak | 2   | 1       | 1      | 4      |
| Pallanuoto  | 1   | 0       | 0      | 1      |
| Nuoto       | 0   | 3       | 0      | 3      |
| Lotta       | 0   | 1       | 0      | 1      |
| Scherma     | 0   | 0       | 1      | 1      |

### Plurimedagliati
| Atleta         | Sport       | Oro | Argento | Bronzo | Totale |
| -------------- | ----------- | --- | ------- | ------ | ------ |
| Natasa Janics  | Canoa/kayak | 1   | 1       | 0      | 2      |
| Katalin Kovács | Canoa/kayak | 1   | 1       | 0      | 2      |
| László Cseh    | Nuoto       | 0   | 3       | 0      | 3      |

## Atletica leggera
| Gara           | Atleta      | Batterie | Batterie | Quarti | Quarti | Semifinali | Semifinali | Finale | Finale |
| Gara           | Atleta      | Tempo    | Pos.     | Tempo  | Pos.   | Tempo      | Pos.       | Tempo  | Pos.   |
| -------------- | ----------- | -------- | -------- | ------ | ------ | ---------- | ---------- | ------ | ------ |
| 110 m ostacoli | Dániel Kiss | 13"61    | 3        | 13"63  | 5      |            |            |        |        |

| Gara         | Atleta        | Tempo     | Posizione |
| ------------ | ------------- | --------- | --------- |
| Marcia 50 km | Zoltán Czukor | 4h 20'07" | 46        |

| Gara                   | Atleta         | Qualificazioni | Qualificazioni | Finale  | Finale |
| Gara                   | Atleta         | Misura         | Pos.           | Misura  | Pos.   |
| ---------------------- | -------------- | -------------- | -------------- | ------- | ------ |
| Getto del peso         | Lajos Kürthy   | 18,74 m        | 34             |         |        |
| Lancio del disco       | Róbert Fazekas | 62,64 m        | 11             | 63,43 m | 8      |
| Lancio del disco       | Zoltán Kővágó  | 60,79 m        | 21             |         |        |
| Gábor Máté             | 62,44 m        | 13             |                |         |        |
| Lancio del martello    | Krisztián Pars | 80,27 m        | 1              | 80,96 m | 4      |
| Lancio del giavellotto | Csongor Olteán | nessuna misura | -              |         |        |

| Prova                  | Attila Zsivóczky | Attila Zsivóczky | Attila Zsivóczky |
| Prova                  | Risultato        | Punti            | Pos.             |
| ---------------------- | ---------------- | ---------------- | ---------------- |
| 100 metri              | 11"86            | 679              | 39               |
| Salto in lungo         | nessuna misura   | 0                | 39               |
| Getto del peso         | non partito      | non partito      | non partito      |
| Salto in alto          | non partito      | non partito      | non partito      |
| 400 metri              | non partito      | non partito      | non partito      |
| 110 metri ostacoli     | non partito      | non partito      | non partito      |
| Lancio del disco       | non partito      | non partito      | non partito      |
| Salto con l'asta       | non partito      | non partito      | non partito      |
| Lancio del giavellotto | non partito      | non partito      | non partito      |
| 1500 metri             | non partito      | non partito      | non partito      |
| Totale                 |                  | non concluso     | non concluso     |

| Gara           | Atleta          | Batterie | Batterie | Semifinali | Semifinali | Finale | Finale |
| Gara           | Atleta          | Tempo    | Pos.     | Tempo      | Pos.       | Tempo  | Pos.   |
| -------------- | --------------- | -------- | -------- | ---------- | ---------- | ------ | ------ |
| 400 m          | Barbara Petráhn | 53"06    | 4        |            |            |        |        |
| 5000 m         | Krisztina Papp  |          |          | 16'08"86   | 13         |        |        |
| 100 m ostacoli | Edit Vári       | 13"59    | 8        |            |            |        |        |

| Gara         | Atleta          | Tempo        | Posizione    |
| ------------ | --------------- | ------------ | ------------ |
| 10000 m      | Anikó Kálovics  | 32'24"83     | 22           |
| Maratona     | Beáta Rakonczai | non concluso | non concluso |
| Maratona     | Petra Teveli    | 2h 48'32"    | 65           |
| Marcia 20 km | Edina Füsti     | 1h 37'03"    | 39           |

| Gara                   | Atleta           | Qualificazioni | Qualificazioni | Finale | Finale |
| Gara                   | Atleta           | Misura         | Pos.           | Misura | Pos.   |
| ---------------------- | ---------------- | -------------- | -------------- | ------ | ------ |
| Salto con l'asta       | Krisztina Molnár | 4,15 m         | 26             |        |        |
| Lancio del martello    | Éva Orbán        | 65,41 m        | 34             |        |        |
| Lancio del giavellotto | Nikolett Szabó   | 57,15 m        | 22             |        |        |

| Prova                  | Györgyi Farkas | Györgyi Farkas | Györgyi Farkas |
| Prova                  | Risultato      | Punti          | Pos.           |
| ---------------------- | -------------- | -------------- | -------------- |
| 100 metri ostacoli     | 14"66          | 887            | 41             |
| Salto in alto          | 1,74 m         | 903            | 24             |
| Getto del peso         | 12,06 m        | 665            | 35             |
| 200 metri              | 26"10          | 788            | 39             |
| Salto in lungo         | 6,09 m         | 877            | 19             |
| Lancio del giavellotto | 43,45 m        | 734            | 18             |
| 800 metri              | 2'14"05        | 906            | 14             |
| Totale                 |                | 5760           | 28             |

## Canoa/kayak
| Gara      | Atleta                                           | Batterie | Batterie | Semifinali | Semifinali | Finale   | Finale |
| Gara      | Atleta                                           | Tempo    | Pos.     | Tempo      | Pos.       | Tempo    | Pos.   |
| --------- | ------------------------------------------------ | -------- | -------- | ---------- | ---------- | -------- | ------ |
| C1 500 m  | Attila Vajda                                     | 1'49"942 | 4        | 1'51"029   | 1          | 1'50"156 | 9      |
| C1 1000 m | Attila Vajda                                     | 3'55"319 | 1        | bye        | bye        | 3'50"467 |        |
| C2 500 m  | Mátyás Sáfrán Mihály Sáfrán                      | 1'43"642 | 6        | 1'45"032   | 8          |          |        |
| C2 1000 m | Tamás Kiss György Kozmann                        | 3'46"020 | 4        | 3'42"482   | 2          | 3'40"258 |        |
| K1 500 m  | Ákos Vereckei                                    | 1'36"099 | 1        | 1'42"155   | 3          | 1'38"318 | 6      |
| K1 1000 m | Zoltán Benkő                                     | 3'29"542 | 2        | 3'34"473   | 3          | 3'32"120 | 9      |
| K2 500 m  | Zoltán Kammerer Gábor Kucsera                    | 1'30"099 | 3        | bye        | bye        | 1'30"285 | 4      |
| K2 1000 m | Zoltán Kammerer Gábor Kucsera                    | 3'17"636 | 1        | bye        | bye        | 3'15"049 | 4      |
| K4 1000 m | István Beé Gábor Bozsik Márton Sík Ákos Vereckei | 2'57"242 | 2        | bye        | bye        | 2'59"009 | 5      |

| Gara     | Atleta                                                    | Batterie | Batterie | Semifinali | Semifinali | Finale   | Finale |
| Gara     | Atleta                                                    | Tempo    | Pos.     | Tempo      | Pos.       | Tempo    | Pos.   |
| -------- | --------------------------------------------------------- | -------- | -------- | ---------- | ---------- | -------- | ------ |
| K1 500 m | Katalin Kovács                                            | 1'49"424 | 1        | bye        | bye        | 1'51"139 | 4      |
| K2 500 m | Natasa Janics Katalin Kovács                              | 1'42"162 | 1        | bye        | bye        | 1'41"308 |        |
| K4 500 m | Natasa Janics Katalin Kovács Danuta Kozák Gabriella Szabó | 1'34"321 | 1        | bye        | bye        | 1'32"971 |        |

## Canottaggio
| Gara                     | Atleta                    | Batterie | Batterie | Quarti/ Ripescaggi | Quarti/ Ripescaggi | Semifinali | Semifinali         | Finale  | Finale       |
| Gara                     | Atleta                    | Tempo    | Pos.     | Tempo              | Pos.               | Tempo      | Pos.               | Tempo   | Pos.         |
| ------------------------ | ------------------------- | -------- | -------- | ------------------ | ------------------ | ---------- | ------------------ | ------- | ------------ |
| 2 di coppia pesi leggeri | Zsolt Hirling Tamás Varga | 6'19"60  | 3        | 6'50"48            | 4                  | 6'28"84    | 1 (semifinale C/D) | 6'23"02 | 2 (finale C) |

## Ciclismo

### BMX
| Gara          | Atleta          | Qualificazione | Qualificazione | Quarti | Quarti | Semifinali | Semifinali | Finale | Finale |
| Gara          | Atleta          | Tempo          | Pos.           | Punti  | Pos.   | Punti      | Pos.       | Tempo  | Pos.   |
| ------------- | --------------- | -------------- | -------------- | ------ | ------ | ---------- | ---------- | ------ | ------ |
| BMX maschile  | Vilmos Radasics | 38"830         | 31             | 18     | 6      |            |            |        |        |
| BMX femminile | Anikó Hódi      | 41"772         | 15             |        |        | 18         | 6          |        |        |

### Su strada e Cross country
| Gara                    | Atleta         | Tempo        | Posizione    |
| ----------------------- | -------------- | ------------ | ------------ |
| Corsa in linea maschile | László Bodrogi | non concluso | non concluso |
| Corsa in linea maschile | Péter Kusztor  | 6h 35'44"    | 66           |
| Cronometro maschile     | László Bodrogi | 1h 7'27"     | 27           |
| Cross country maschile  | András Parti   | 2h 6'00"     | 23           |

## Ginnastica

### Ginnastica artistica
| Gara                     | Atleta         | Volteggio | Corpo libero | Cavallo con maniglie | Anelli | Parallele | Sbarra | Trave  | Totale | Posizione | Finali  |
| ------------------------ | -------------- | --------- | ------------ | -------------------- | ------ | --------- | ------ | ------ | ------ | --------- | ------- |
| Qualificazioni maschili  | Róbert Gál     | -         | 13,425       | 13,225               | -      | 12,900    | -      |        | 39,550 | 82        | nessuna |
| Qualificazioni femminili | Dorina Böczögő | 13,375    | 13,200       |                      |        | 13,950    |        | 13,925 | 54,450 | 52        | nessuna |

## Judo
| Gara    | Atleta         | Preliminari                    | Tabellone principale                  | Tabellone principale               | Tabellone principale                    | Tabellone principale | Tabellone principale | Ripescaggi | Ripescaggi                                  | Ripescaggi                                | Ripescaggi |
| Gara    | Atleta         | Preliminari                    | Sedicesimi                            | Ottavi                             | Quarti                                  | Semifinali           | Finale               | 1º turno   | Quarti                                      | Semifinali                                | Finale     |
| ------- | -------------- | ------------------------------ | ------------------------------------- | ---------------------------------- | --------------------------------------- | -------------------- | -------------------- | ---------- | ------------------------------------------- | ----------------------------------------- | ---------- |
| 66 kg   | Miklós Ungvári | Wu Ritubilige (Cina) 0011-0001 | Zaza Kedelashvili (Georgia) 1000-0000 | Alim Gadanov (Russia) 0002-0011    |                                         |                      |                      |            |                                             |                                           |            |
| 100 kg  | Dániel Hadfi   |                                | Mohamed Ben Saleh (Libia) 1001-0001   | Frank Moussima (Camerun) 1002-0010 | Askhat Zhitkeyev (Kazakistan) 0100-1111 |                      |                      |            | Amel Mekić (Bosnia ed Erzegovina) 1001-0011 | Przemysław Matyjaszek (Polonia) 0010-0011 |            |
| +100 kg | Barna Bor      |                                | Islam El Shehaby (Egitto) 0010-0120   |                                    |                                         |                      |                      |            |                                             |                                           |            |

| Gara  | Atleta           | Tabellone principale              | Tabellone principale                        | Tabellone principale            | Tabellone principale | Tabellone principale | Ripescaggi | Ripescaggi                             | Ripescaggi                           | Ripescaggi |
| Gara  | Atleta           | Sedicesimi                        | Ottavi                                      | Quarti                          | Semifinali           | Finale               | 1º turno   | Quarti                                 | Semifinali                           | Finale     |
| ----- | ---------------- | --------------------------------- | ------------------------------------------- | ------------------------------- | -------------------- | -------------------- | ---------- | -------------------------------------- | ------------------------------------ | ---------- |
| 48 kg | Éva Csernoviczki | Sarah Menezes (Brasile) 1000-0000 | Alina Alexandra Dumitru (Romania) 0010-0101 |                                 |                      |                      |            | Kim Yong-Ram (Corea del Sud) 0001-0000 | Paula Pareto (Argentina) 0001-0110   |            |
| 57 kg | Bernadett Baczkó | bye                               | Maria Pekli (Australia) 0100-0101           |                                 |                      |                      |            | Nesria Jelassi (Tunisia) 1011-0000     | Barbara Harel (Francia) 0010-0110    |            |
| 70 kg | Anett Mészáros   | bye                               | Yulia Kuzina (Russia) 0010-0002             | Masae Ueno (Giappone) 0000-0200 |                      |                      |            | Wang Juan (Cina) 0000-1010             | Ronda Rousey (Stati Uniti) 0000-1010 |            |

## Lotta
| Gara            | Atleta          | Tabellone principale              | Tabellone principale                       | Tabellone principale                  | Tabellone principale | Tabellone principale | Ripescaggi | Ripescaggi | Ripescaggi |
| Gara            | Atleta          | Sedicesimi                        | Ottavi                                     | Quarti                                | Semifinali           | Finale               | Quarti     | Semifinali | Finale     |
| --------------- | --------------- | --------------------------------- | ------------------------------------------ | ------------------------------------- | -------------------- | -------------------- | ---------- | ---------- | ---------- |
| 74 kg maschile  | István Veréb    | Ben Askren (Stati Uniti) 2-0, F   |                                            |                                       |                      |                      |            |            |            |
| 96 kg maschile  | Gergely Kiss    | Nicolai Ceban (Moldavia) 5-3, 5-0 | Kurban Kurbanov (Uzbekistan) 1-1, 0-3, 4-5 |                                       |                      |                      |            |            |            |
| 120 kg maschile | Ottó Aubéli     | bye                               | Florian Skilang Temengil (Palau) 4-0, 7-1  | David Musul'bes (Slovacchia) 1-2, 0-2 |                      |                      |            |            |            |
| 63 kg femminile | Marianna Sastin |                                   | Martine Dugrenier (Canada) 0-2, 0-6        |                                       |                      |                      |            |            |            |

| Gara   | Atleta             | Tabellone principale                    | Tabellone principale                      | Tabellone principale                         | Tabellone principale                       | Tabellone principale                   | Ripescaggi                   | Ripescaggi | Ripescaggi                                |
| Gara   | Atleta             | Sedicesimi                              | Ottavi                                    | Quarti                                       | Semifinali                                 | Finale                                 | Quarti                       | Semifinali | Finale                                    |
| ------ | ------------------ | --------------------------------------- | ----------------------------------------- | -------------------------------------------- | ------------------------------------------ | -------------------------------------- | ---------------------------- | ---------- | ----------------------------------------- |
| 66 kg  | Tamás Lőrincz      | Arman Adikyan (Armenia) 2-2, 2-1        | Steeve Guénot (Francia) 2-0, 1-1, 1-1     |                                              |                                            |                                        | Alain Milian (Cuba) 1-1, 1-1 |            |                                           |
| 74 kg  | Péter Bácsi        | TC Dantzler (Stati Uniti) 5-1, 2-2, 3-0 | Arsen Julfalakyan (Armenia) 3-1, 4-4, 1-1 | Varteres Samourgachev (Russia) 2-2, 4-1      | Manuchar Kvirkelia (Georgia) 1-2, 5-2, 0-3 |                                        |                              |            | Christophe Guenot (Francia) 1-3, 4-0, 2-4 |
| 84 kg  | Zoltán Fodor       | bye                                     | Ma Sanyi (Cina) 2-0, 2-1                  | Shalva Gadabadze (Azerbaigian) 1-1, 3-0, 1-1 | Nazmi Avluca (Turchia) 2-1, 1-1            | Andrea Minguzzi (Italia) 1-1, 1-1, 0-4 |                              |            |                                           |
| 96 kg  | Lajos Virág        | bye                                     | Adam Wheeler (Stati Uniti) 1-1, 1-1, 1-1  |                                              |                                            |                                        |                              |            |                                           |
| 120 kg | Mihály Deák-Bárdos | bye                                     | Ari Taub (Canada) 2-1, 4-1                | Yannick Szczepaniak (Francia) 1-1, 2-0, 1-1  |                                            |                                        |                              |            |                                           |

## Nuoto
| Gara                           | Atleta                                                  | Batterie | Batterie | Semifinali | Semifinali | Finale       | Finale       |
| Gara                           | Atleta                                                  | Tempo    | Pos.     | Tempo      | Pos.       | Tempo        | Pos.         |
| ------------------------------ | ------------------------------------------------------- | -------- | -------- | ---------- | ---------- | ------------ | ------------ |
| 50 m stile libero              | Krisztián Takács                                        | 22"14    | 14       | 21"84      | 9          |              |              |
| 100 m stile libero             | Balázs Makány                                           | 49"27    | 28       |            |            |              |              |
| 200 m stile libero             | Norbert Kovács                                          | 1'49"34  | 35       |            |            |              |              |
| 400 m stile libero             | Balázs Gercsák                                          |          |          | 3'54"14    | 32         |              |              |
| 1500 m stile libero            | Gergő Kis                                               |          |          | 15'09"67   | 19         |              |              |
| 100 m dorso                    | Roland Rudolf                                           | 56"25    | 36       |            |            |              |              |
| 200 m dorso                    | Roland Rudolf                                           | 1'59"44  | 19       |            |            |              |              |
| 100 m rana                     | Richárd Bodor                                           | 1'00"97  | 19       |            |            |              |              |
| 100 m rana                     | Dániel Gyurta                                           | 1'01"31  | 24       |            |            |              |              |
| 200 m rana                     | Dániel Gyurta                                           | 2'08"68  | 1        | 2'09"73    | 5          | 2'09"22      | 5            |
| 100 m farfalla                 | Ádám Madarassy                                          | 53"93    | 50       |            |            |              |              |
| 200 m farfalla                 | László Cseh                                             | 1'54"48  | 2        | 1'54"35    | 4          | 1'52"70      |              |
| 200 m farfalla                 | Tamás Kerékjártó                                        | 1'57"29  | 22       |            |            |              |              |
| 200 m misti                    | László Cseh                                             | 1'58"29  | 2        | 1'58"19    | 4          | 1'56"52      |              |
| 200 m misti                    | Tamás Kerékjártó                                        | 2'00"60  | 17       |            |            |              |              |
| 400 m misti                    | László Cseh                                             |          |          | 4'09"26    | 2          | 4'06"16      |              |
| 400 m misti                    | Gergő Kis                                               |          |          | 4'10"66    | 5          | 4'12"84      | 6            |
| Staffetta 4x200 m stile libero | Gergő Kis Tamás Kerékjártó Dominik Kozma Norbert Kovács |          |          | 7'14"14    | 13         |              |              |
| Fondo 10 km                    | Csaba Gercsák                                           |          |          |            |            | non concluso | non concluso |

| 50 m stile libero              | Éva Dobár                                                   | 26"33   | 41 |         |    |         |   |  |  |
| 100 m stile libero             | Orsolya Tompa                                               | 56"57   | 40 |         |    |         |   |  |  |
| 200 m stile libero             | Ágnes Mutina                                                | 1'57"25 | 5  | 1'58"15 | 11 |         |   |  |  |
| 400 m stile libero             | Boglárka Kapás                                              |         |    | 4'16"22 | 29 |         |   |  |  |
| 800 m stile libero             | Réka Nagy                                                   |         |    | 8'40"38 | 26 |         |   |  |  |
| 100 m dorso                    | Nikolett Szepesi                                            | 1'01"77 | 24 |         |    |         |   |  |  |
| 200 m dorso                    | Nikolett Szepesi                                            | 2'11"47 | 18 |         |    |         |   |  |  |
| 200 m dorso                    | Evelyn Verrasztó                                            | 2'11"02 | 17 |         |    |         |   |  |  |
| 100 m rana                     | Réka Pecz                                                   | 1'12"17 | 41 |         |    |         |   |  |  |
| 200 m rana                     | Katalin Bor                                                 | 2'29"95 | 27 |         |    |         |   |  |  |
| 100 m farfalla                 | Eszter Dara                                                 | 58"39   | 13 | 58"84   | 13 |         |   |  |  |
| 200 m farfalla                 | Beatrix Boulsevicz                                          | 2'10"00 | 18 |         |    |         |   |  |  |
| 200 m farfalla                 | Emese Kovács                                                | 1'12"73 | 27 |         |    |         |   |  |  |
| 200 m misti                    | Evelyn Verrasztó                                            | 2'12"52 | 11 | 2'12"18 | 9  |         |   |  |  |
| 200 m misti                    | Katinka Hosszú                                              | 2'13"05 | 17 |         |    |         |   |  |  |
| 400 m misti                    | Zsuzsanna Jakabos                                           |         |    | 4'37"86 | 13 |         |   |  |  |
| 400 m misti                    | Katinka Hosszú                                              |         |    | 4'37"55 | 12 |         |   |  |  |
| Staffetta 4x200 m stile libero | Ágnes Mutina Evelyn Verrasztó Eszter Dara Zsuzsanna Jakabos |         |    | 7'55"26 | 7  | 7'55"53 | 6 |  |  |

## Pallamano

### Torneo femminile
La nazionale ungherese si è qualificata per i Giochi nel secondo torneo preolimpico.

#### Squadra
La squadra era formata da:
- Bernadett Ferling (centrale)
- Orsolya Vérten (ala sinistra)
- Krisztina Pigniczki (centrale)
- Orsolya Herr (portiere)
- Anita Görbicz (centrale)
- Katalin Pálinger (portiere)
- Tímea Tóth (terzino sinistro)
- Piroska Szamoránszky (pivot)
- Bernadett Bódi (ala destra)
- Gabriella Szűcs (terzino sinistro)
- Rita Borbás (pivot)
- Ágnes Hornyák (terzino destro)
- Mónika Kovacsicz (ala destra)
- Zsuzsanna Tomori (terzino sinistro)

#### Prima fase
| Arbitro: | Licis (LAT), Stolarovs (LAT) |

|                   |           |                   |
| Verten, Gorbicz 7 | Marcatori | Islas Helgesson 6 |

| Arbitro: | Baum (POL), Goralczyk (POL) |

|           |           |           |
| Amorim 10 | Marcatori | Gorbicz 8 |

| Arbitro: | Gjeding (DEN), Hansen (DEN) |

|          |           |           |
| Krause 9 | Marcatori | Gorbicz 9 |

| Arbitro: | Din (ROU), Dinu (ROU) |

|           |           |            |
| Gorbicz 6 | Marcatori | Postnova 8 |

| Arbitro: | Breto (ESP), Huelin (ESP) |

|           |           |      |
| Gorbicz 7 | Marcatori | Oh 6 |

| Squadra          | Giocate | Vinte | Pareggiate | Perse | Gol fatti | Gol subiti | Differenza reti | Punti |
| ---------------- | ------- | ----- | ---------- | ----- | --------- | ---------- | --------------- | ----- |
| 1. Russia        | 5       | 4     | 1          | 0     | 148       | 125        | +23             | 9     |
| 2. Corea del Sud | 5       | 3     | 1          | 1     | 155       | 127        | +28             | 7     |
| 3. Ungheria      | 5       | 2     | 1          | 2     | 129       | 142        | -13             | 5     |
| 4. Svezia        | 5       | 2     | 0          | 3     | 102       | 112        | -10             | 4     |
| 5. Brasile       | 5       | 1     | 1          | 3     | 94        | 104        | -10             | 3'    |
| 6. Germania      | 5       | 1     | 0          | 4     | 127       | 145        | -18             | 2     |

#### Seconda fase
Quarti di finale
| Arbitro: | Liudowyk, Vakula (UKR) |

|          |           |             |
| Maier 11 | Marcatori | Kovacsicz 7 |

Semifinale
| Arbitro: | Baum, Goralczyk (POL) |

|           |           |            |
| Görbicz 3 | Marcatori | Bliznova 6 |

Finale per il bronzo
| Arbitro: | Chernega (RUS), Poladenko (RUS) |

|         |           |           |
| Moon 10 | Marcatori | Ferling 7 |

## Pallanuoto

### Torneo maschile
La nazionale ungherese si è qualificata per i Giochi grazie al secondo posto nel campionato mondiale 2007.

#### Squadra
La squadra era formata da:
- Zoltán Szécsi
- Tamás Varga
- Norbert Madaras
- Dénes Varga
- Tamás Kásás
- Norbert Hosnyánszky
- Gergely Kiss
- Tibor Benedek
- Dániel Varga
- Péter Biros
- Gábor Kis
- Tamás Molnár
- István Gergely

#### Prima fase
| Data      | Ora locale | Partita  | Partita | Partita    |
| --------- | ---------- | -------- | ------- | ---------- |
| 10 agosto | 10:50      | Ungheria | 10 - 10 | Montenegro |
| 12 agosto | 14:00      | Ungheria | 17 - 6  | Grecia     |
| 14 agosto | 12:10      | Ungheria | 8 - 5   | Spagna     |
| 16 agosto | 15:20      | Ungheria | 13 - 12 | Australia  |
| 18 agosto | 10:50      | Ungheria | 13 - 3  | Canada     |

| Squadra    | Pti | G | V | P | S | GF | GS | Diff |
| ---------- | --- | - | - | - | - | -- | -- | ---- |
| Ungheria   | 9   | 5 | 4 | 1 | 0 | 60 | 36 | +24  |
| Spagna     | 8   | 5 | 4 | 0 | 1 | 52 | 34 | +18  |
| Montenegro | 6   | 5 | 2 | 2 | 1 | 43 | 33 | +10  |
| Australia  | 5   | 5 | 2 | 1 | 2 | 45 | 40 | +5   |
| Grecia     | 2   | 5 | 1 | 0 | 4 | 39 | 56 | -17  |
| Canada     | 0   | 5 | 0 | 0 | 5 | 21 | 61 | -40  |

#### Seconda fase
Semifinale
| Arbitri: | Simion (ROU) Tulga (TUR) |

|         |           |                                 |
| 3: Kiss | Marcatori | 2: Janovic, Uskokovic, Gojkovic |

Finale
| Arbitri: | Turcotte (CAN) Brguljan (MNE) |

|                 |           |            |
| 3: Varga. Biros | Marcatori | 4: Azevedo |

### Torneo femminile
La nazionale ungherese si è qualificata per i Giochi nel torneo preolimpico mondiale.

#### Squadra
La squadra era formata da:
- Patricia Horvath
- Krisztina Szremkó
- Anett Györe
- Dóra Kisteleki
- Mercédesz Stieber
- Orsolya Takács
- Rita Drávucz
- Krisztina Zantleitner
- Fruzsina Brávik
- Anikó Pelle
- Ágnes Valkai
- Ágnes Primász
- Ildikó Zirighné Sós

#### Prima fase
| Data      | Ora locale | Partita  | Partita | Partita     |
| --------- | ---------- | -------- | ------- | ----------- |
| 11 agosto | 13:00      | Ungheria | 11 - 9  | Paesi Bassi |
| 13 agosto | 13:00      | Ungheria | 7 - 7   | Australia   |
| 15 agosto | 15:40      | Ungheria | 10 - 4  | Grecia      |

| Squadra     | Pti | G | V | P | S | GF | GS | Diff |
| ----------- | --- | - | - | - | - | -- | -- | ---- |
| Ungheria    | 5   | 3 | 2 | 1 | 0 | 28 | 20 | +8   |
| Australia   | 5   | 3 | 2 | 1 | 0 | 25 | 22 | +3   |
| Paesi Bassi | 2   | 3 | 1 | 0 | 2 | 27 | 27 | 0    |
| Grecia      | 0   | 3 | 0 | 0 | 3 | 16 | 27 | -11  |

#### Seconda fase
Semifinale
| Arbitri: | Brguljan (MNE) Antsiferov (RUS) |

|          |           |                            |
| 3: Pelle | Marcatori | 3: Van den Ham, Van Belkum |

Finale per il bronzo
| Arbitri: | Antsiferov (RUS) Rak (CRO) |

|         |           |              |
| 3: Knox | Marcatori | 4: Kisteleki |

## Pentathlon moderno
| Gara      | Atleta          | Tiro  | Tiro  | Scherma  | Scherma | Nuoto   | Nuoto | Equitazione | Equitazione | Corsa    | Corsa | Punteggio totale | Posizione |
| Gara      | Atleta          | Punti | Punt. | Vittorie | Punt.   | Tempo   | Punt. | Punti       | Punt.       | Tempo    | Punt. | Punteggio totale | Posizione |
| --------- | --------------- | ----- | ----- | -------- | ------- | ------- | ----- | ----------- | ----------- | -------- | ----- | ---------------- | --------- |
| Maschile  | Gábor Balogh    | 179   | 1084  | 19       | 856     | 2'07"32 | 1276  | 113"65      | 852         | 10'01"90 | 996   | 5064             | 26        |
| Maschile  | Viktor Horváth  | 187   | 1180  | 16       | 784     | 2'05"17 | 1300  | 90"55       | 896         | 9'33"25  | 1112  | 5272             | 19        |
| Femminile | Leila Gyenesei  | 171   | 988   | 13       | 712     | 2'13"84 | 1316  | 67"13       | 1172        | 11'02"35 | 1072  | 5260             | 24        |
| Femminile | Zsuzsanna Vörös | 182   | 1120  | 15       | 760     | 2'16"96 | 1280  | 77"62       | 1076        | 11'04"30 | 1064  | 5300             | 20        |

## Pugilato
| Gara                | Atleta          | Sedicesimi                        | Ottavi                              | Quarti                             | Semifinali | Finale |
| ------------------- | --------------- | --------------------------------- | ----------------------------------- | ---------------------------------- | ---------- | ------ |
| Pesi mosca leggeri  | Pál Bedák       | Birzhan Zhakypov (Kazakistan) 6-7 |                                     |                                    |            |        |
| Pesi mosca          | Norbert Kalucza | bye                               | McWilliams Arroyo (Porto Rico) 6-14 |                                    |            |        |
| Pesi leggeri        | Miklós Varga    | Merey Akshalov (Kazakistan) 3-12  |                                     |                                    |            |        |
| Pesi welter leggeri | Gyula Káté      | John Joe Joyce (Irlanda) 5-9      |                                     |                                    |            |        |
| Pesi mediomassimi   | Imre Szellő     | bye                               | Luis Gonzalez (Venezuela) RSCH      | Tony Jeffries (Gran Bretagna) 2-10 |            |        |

## Scherma
| Gara                 | Atleta                                                | Turno 1 | Sedicesimi                         | Ottavi                                    | Quarti                              | Semifinali                      | Finale                       |  |
| -------------------- | ----------------------------------------------------- | ------- | ---------------------------------- | ----------------------------------------- | ----------------------------------- | ------------------------------- | ---------------------------- |  |
| Sciabola individuale | Tamás Decsi                                           | bye     | Áron Szilágyi (Ungheria) 9-15      |                                           |                                     |                                 |                              |  |
| Sciabola individuale | Áron Szilágyi                                         | bye     | Tamás Decsi (Ungheria) 15-9        | Keeth Smart (Stati Uniti) 10-15           |                                     |                                 |                              |  |
| Sciabola individuale | Zsolt Nemcsik                                         | bye     | Zhou Hanming (Cina) 13-15          |                                           |                                     |                                 |                              |  |
| Spada individuale    | Gábor Boczkó                                          | bye     | Alfredo Rota (Italia) 11-10        | Silvio Fernandez Briceno (Venezuela) 15-9 | Radosław Zawrotniak (Polonia) 15-12 | Fabrice Jeannet (Francia) 12-15 | José Luis Abajo (Spagna) 7-8 |  |
| Spada individuale    | Géza Imre                                             | bye     | Kim Seung Gu (Corea del Sud) 15-14 | Diego Confalonieri (Italia) 9-15          |                                     |                                 |                              |  |
| Spada individuale    | Krisztián Kulcsár                                     | bye     | Yin Lianchi (Cina) 9-15            |                                           |                                     |                                 |                              |  |
| Sciabola a squadre   | Tamás Decsi Áron Szilágyi Zsolt Nemcsik Balázs Lontay |         |                                    |                                           | Stati Uniti 44-45                   |                                 |                              |  |
| Spada a squadre      | Gábor Boczkó Géza Imre Krisztián Kulcsár Iván Kovács  |         |                                    |                                           | Cina 43-45                          |                                 |                              |  |

| Gara                 | Atleta                                                   | Turno 1 | Sedicesimi                        | Ottavi                            | Quarti                          | Semifinali                       | Finale             |
| -------------------- | -------------------------------------------------------- | ------- | --------------------------------- | --------------------------------- | ------------------------------- | -------------------------------- | ------------------ |
| Fioretto individuale | Gabriella Varga                                          |         | Mariana González (Venezuela) 15-2 | Nam Hyun-Hee (Corea del Sud) 4-15 |                                 |                                  |                    |
| Fioretto individuale | Aida Mohamed                                             |         | Jujie Luan (Canada) 15-7          | Evgenia Lamonova (Russia) 5-15    |                                 |                                  |                    |
| Fioretto individuale | Edina Knapek                                             |         | Sun Chao (Cina) 15-13             | Su Wanwen (Cina) 15-10            | Valentina Vezzali (Italia) 3-15 |                                  |                    |
| Sciabola individuale | Orsolya Nagy                                             | bye     | Anne-Lise Touya (Francia) 15-13   | Rebecca Ward (Stati Uniti) 5-15   |                                 |                                  |                    |
| Spada individuale    | Ildikó Mincza-Nébald                                     |         | Yeung Chui Ling (Hong Kong) 15-11 | Sherraine Schalm (Canada) 15-13   | Imke Duplitzer (Germania) 15-11 | Ana Maria Brânză (Romania) 14-15 | Li Na (Cina) 15-11 |
| Spada individuale    | Emese Szász                                              |         | Hadia Bentaleb (Algeria) 15-4     | Lubov Shutova (Russia) 12-15      |                                 |                                  |                    |
| Fioretto a squadre   | Gabriella Varga Aida Mohamed Edina Knapek Virgine Ujlaky |         |                                   |                                   | Germania 35-31                  | Stati Uniti 35-33                | Italia 32-33       |

## Sollevamento pesi
| Gara  | Atleta         | Strappo | Strappo | Slancio      | Slancio      | Totale       | Posizione    |
| Gara  | Atleta         | Ris.    | Pos.    | Ris.         | Pos.         | Totale       | Posizione    |
| ----- | -------------- | ------- | ------- | ------------ | ------------ | ------------ | ------------ |
| 77 kg | János Baranyai | 145     | 17      | non concluso | non concluso | non concluso | non concluso |

## Tennis
| Gara                | Atleta                 | Trentaduesimi                  | Sedicesimi                                   | Ottavi | Quarti | Semifinali | Finale |
| ------------------- | ---------------------- | ------------------------------ | -------------------------------------------- | ------ | ------ | ---------- | ------ |
| Singolare femminile | Ágnes Szávay           | Zheng Jie (Cina) 6-4, 3-6, 5-7 |                                              |        |        |            |        |
| Doppio femminile    | Ágnes Szávay Gréta Arn |                                | Ayumi Morita Ai Sugiyama (Giappone) 3-6, 3-6 |        |        |            |        |

## Tennis tavolo
| Gara              | Atleta         | Preliminari | Turno 1                                                                 | Turno 2                                                                     | Turno 3                                                     | Turno 4 | Quarti | Semifinali | Finale |
| ----------------- | -------------- | ----------- | ----------------------------------------------------------------------- | --------------------------------------------------------------------------- | ----------------------------------------------------------- | ------- | ------ | ---------- | ------ |
| Singolo maschile  | János Jakab    | bye         | Patrick Chila (Francia) 4-3 (7-11, 10-12, 9-11, 11-7, 11-1, 11-8, 11-9) | Christian Süß (Germania) 1-4 (7-11, 11-4, 8-11, 8-11, 8-11)                 |                                                             |         |        |            |        |
| Singolo femminile | Georgina Póta  | bye         | bye                                                                     | Dana Hadačová (Rep. Ceca) 4-3 (11-3, 8-11, 11-6, 12-14, 4-11, 12-10, 12-10) | Wang Nan (Cina) 0-4 (6-11, 7-11, 6-11, 2-11)                |         |        |            |        |
| Singolo femminile | Petra Lovas    | bye         | Eva Ódorová (Slovacchia) 2-4 (9-11, 6-11, 4-11, 11-8, 11-9, 10-12)      |                                                                             |                                                             |         |        |            |        |
| Singolo femminile | Krisztina Tóth | bye         | bye                                                                     | Rūta Paškauskienė (Lituania) 4-3 (8-11, 11-5, 11-8, 11-6, 4-11, 6-11, 11-3) | Wang Chen (Stati Uniti) 1-4 (7-11, 7-11, 6-11, 13-11, 2-11) |         |        |            |        |

## Tiro
| Gara                         | Atleta          | Qualificazioni | Qualificazioni | Finale    | Finale       | Finale |
| Gara                         | Atleta          | Punteggio      | Pos.           | Punteggio | Punt. totale | Pos.   |
| ---------------------------- | --------------- | -------------- | -------------- | --------- | ------------ | ------ |
| Carabina 10 m aria compressa | Péter Sidi      | 595            | 6              | 103,4     | 698,4        | 6      |
| Carabina 50 m a terra        | Péter Sidi      | 588            | 39             |           |              |        |
| Carabina 50 m tre posizioni  | Péter Sidi      | 1163           | 25             |           |              |        |
| Double trap                  | Roland Gerebics | 136            | 9              |           |              |        |

| Gara                         | Atleta        | Qualificazioni | Qualificazioni | Finale    | Finale       | Finale |
| Gara                         | Atleta        | Punteggio      | Pos.           | Punteggio | Punt. totale | Pos.   |
| ---------------------------- | ------------- | -------------- | -------------- | --------- | ------------ | ------ |
| Carabina 10 m aria compressa | Anita Tóth    | 390            | 35             |           |              |        |
| Carabina 50 m tre posizioni  | Anita Tóth    | 569            | 37             |           |              |        |
| Pistola 10 m aria compressa  | Zsófia Csonka | 378            | 29             |           |              |        |
| Pistola 25 m                 | Zsófia Csonka | 287            | 27             |           |              |        |
| Skeet                        | Diána Igaly   | 66             | 13             |           |              |        |

## Triathlon
| Gara           | Atleta       | Nuoto  | Ciclismo  | Corsa  | Tempo totale | Posizione |
| -------------- | ------------ | ------ | --------- | ------ | ------------ | --------- |
| Gara maschile  | Csaba Kuttor | 18'09" | 59'13"    | 37'27" | 1h 55'53"38  | 47        |
| Gara femminile | Zita Szabó   | 20'28" | 1h 05'58" | 39'17" | 2h 06'46"70  | 38        |

## Tuffi
| Gara           | Atleta       | Preliminari | Preliminari | Semifinale | Semifinale | Finale | Finale |
| Gara           | Atleta       | Punti       | Pos.        | Punti      | Pos.       | Punti  | Pos.   |
| -------------- | ------------ | ----------- | ----------- | ---------- | ---------- | ------ | ------ |
| Trampolino 3 m | Nóra Barta   | 276,15      | 18          | 318,15     | 11         | 269,25 | 12     |
| Trampolino 3 m | Villő Kormos | 247,95      | 24          |            |            |        |        |

## Vela
| Gara               | Atleta          | Regata | Regata | Regata | Regata | Regata | Regata | Regata | Regata | Regata | Regata     | Regata | Punteggio | Pos. |
| Gara               | Atleta          | 1      | 2      | 3      | 4      | 5      | 6      | 7      | 8      | 9      | 10         | M      | Punteggio | Pos. |
| ------------------ | --------------- | ------ | ------ | ------ | ------ | ------ | ------ | ------ | ------ | ------ | ---------- | ------ | --------- | ---- |
| Windsurf maschile  | Áron Gádorfalvi | 15     | 19     | 16     | 12     | 24     | 26     | 10     | 9      | 18     | 13         |        | 162       | 19   |
| Windsurf femminile | Diána Detre     | 22     | 20     | 19     | 21     | 22     | 25     | 26     | 20     | 17     | 19         |        | 211       | 22   |
| Laser maschile     | Zsombor Berecz  | 27     | 31     | 36     | 23     | 18     | 22     | 24     | 14     | 37     | cancellata |        | 232       | 29   |